# Ricardo Graça
Ricardo Graça (* 16. Februar 1997 in Rio de Janeiro), mit vollständigen Namen Ricardo Queiroz de Alencastro, ist ein brasilianisch-portugiesischer Fußballspieler.

## Karriere

### Verein
Ricardo Graça erlernte das Fußballspielen in der Jugendmannschaft vom CR Vasco da Gama im brasilianischen Rio de Janeiro. Hier unterschrieb er am 1. Januar 2017 auch seinen ersten Profivertrag. Der Verein spielte in der ersten Liga, der Série A. 2020 stieg er mit dem Verein in die Série B ab. Im Januar 2022 ging er nach Asien, wo er in Japan einen Vertrag beim Erstligaaufsteiger Júbilo Iwata in Iwata unterschrieb. Die Japaner zahlten eine Ablösesumme von 1,25 Millionen Euro. Am Ende der Saison 2022 musste er mit dem Verein als Tabellenletzter in die zweite Liga absteigen. 2023 gelang ihm mit dem Verein als Vizemeister der zweiten Liga der direkte Wiederaufstieg in die erste Liga.

### Nationalmannschaft
Ricardo Graça spielte von 2020 bis 2021 dreimal in der U23-Nationalmannschaft von Brasilien
Graça war 2020 Teilnehmer der Auswahl bei der Olympiade 2020. Hier kam er zu keinen Einsätzen und war vier Mal als Einwechselspieler, u. a. im Finale.

## Erfolge

### Verein
Júbilo Iwata
- Japanischer Zweitligavizemeister: 2023

### Nationalmannschaft
- Olympiasieger: 2020 (ohne Einsatz)